# 문성남
문성남(1973년 5월 8일 ~ )은 대한민국의 작곡가, 작사가이자 음악 프로듀서로, 음악 그룹 에브리 싱글 데이에서 활동하고 있다. 파스타, 골든타임, 청담동 앨리스, 너의 목소리가 들려, 이번 생은 처음이라 등 OST 작업도 여럿 담당하였다.

## 학력
- 부경대학교 해양학과 졸업

## 참여 작품

### 드라마
- 파스타 (MBC, 2010년)
- 마이 프린세스 (MBC, 2011년)
- 골든 타임 (MBC, 2012년)
- 청담동 앨리스 (SBS, 2012년)
- 너의 목소리가 들려 (SBS, 2013년)
- 미스코리아 (MBC, 2013년)
- 갑동이 (tvN, 2014년)
- MBC 상암시대 개막특집 2014 드라마 페스티벌 - <터닝포인트> (MBC, 2014년)
- 피노키오 (SBS, 2014년)
- 구여친클럽 (tvN, 2015년)
- 너를 사랑한 시간 (SBS, 2015년)
- 중국 소후 닷컴 웹드라마 <고호의 별이 빛나는 밤에> (2016년)
- SBS 특집드라마 <고호의 별이 빛나는 밤에> (SBS, 2016년)
- 힘쎈여자 도봉순 (JTBC, 2017년)
- 이번 생은 처음이라 (tvN, 2017년)
- 고백부부 (KBS 2TV, 2017년)
- 저글러스 (KBS 2TV, 2017년)
- 우리가 만난 기적 (2018년)
- 김비서가 왜 그럴까 (tvN, 2018년)
- 서른이지만 열일곱입니다 (SBS, 2018년)
- KBS 2TV 추석특집드라마 옥란면옥 (KBS 2TV, 2018년)
- 은주의 방 (Olive, 2018년)
- 특별근로감독관 조장풍 (MBC, 2019년)
- 의사 요한 (SBS, 2019년)
- 힘쎈여자 도봉순 (JTBC, 2019년)
- 18 어게인 (JTBC, 2020년)
- 간 떨어지는 동거  (JTBC, 2021년)
- 오늘의 웹툰 (SBS, 2022년)
- 어쩌다 전원일기 (Kakao TV, 2022년)
- 조선 정신과 의사 유세풍 1 & 2 (tvN, 2023년)
- 킹더랜드 (JTBC, 2023년)
- 나의 해피엔드 (TV CHOSUN, 2023년)
- 놀아주는 여자  (JTBC, 2024년)
- 나쁜 기억 지우개 (MBN, 2024년)

### 영화
- 레인보우 (Passerby #3, 2010) (2010.11.18 개봉)